# Sewek Okonowski
Sewek Okonowski właściwie Jeszajahu Okonowski (ur. 1920 w Kaliszu, zm. ?) – polski działacz młodzieżowy pochodzenia żydowskiego, autor wspomnień z okresu okupacji niemieckiej.

## Życiorys
Urodził się w Kaliszu jako syn Szragi Okonowskiego i Jochewet z domu Haber. Jego rodzice byli zamożnymi przedsiębiorcami. Sewek miał pięcioro rodzeństwa: Annę (Chana, ur. 1907), Heńka (Cwi, ur. 1913), Żiwe (Sabka, ur. 1914), Ninę (ur. 1915) i Jurka (Joel, ur. 1919). Prawdopodobnie uczęszczał do polskiej szkoły, a przed wybuchem wojny, najprawdopodobniej zdał także maturę. 
Był członkiem organizacji młodzieżowej Ha-Szomer Ha-Cair. Bezskutecznie kandydował na kierownika kaliskiego oddziału tej organizacji. Latem 1939 roku Okonowski wyjechał na hachszare do Słonimia, gdzie zastał go wybuch wojny. Następnie powrócił do rodzinnego Kalisza, skąd późną jesienią 1939 roku ponownie wyjechał do Słonimia (wiązało się to z koniecznością opuszczenia Kalisza przez Żydów. Jego rodzina w tym czasie zdecydowała się na wyjazd do Warszawy). 13 lipca 1940 roku poślubił w Słonimiu, Hadasę Cynkin, którą poznał w trakcie hachszary. Po agresji III Rzeszy na ZSRR i pierwszych mordach dokonanych na słonimskich Żydach przez Niemców, Okonowski wraz z żoną wyjechali do Warszawy.

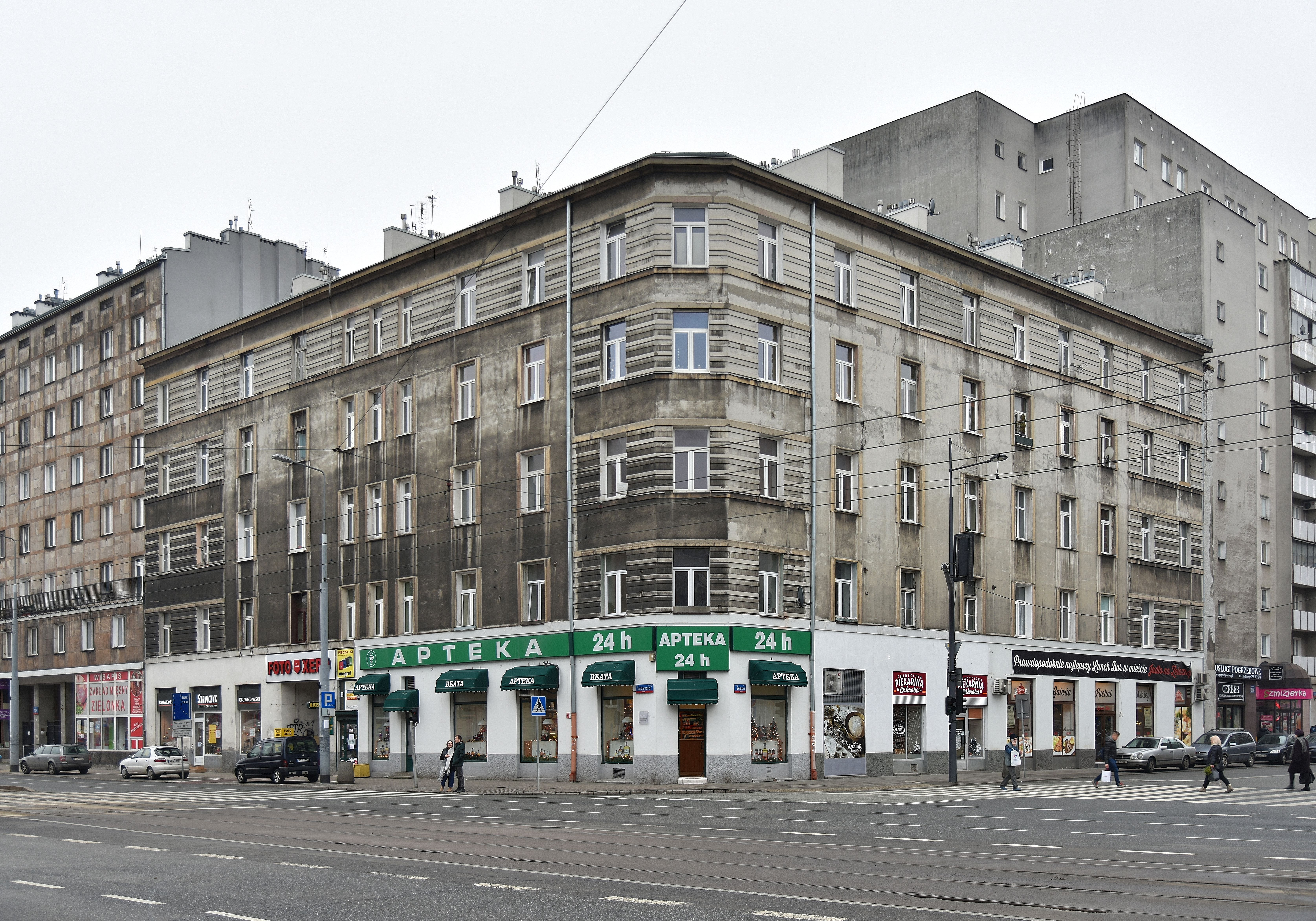
Kamienica przy al. „Solidarności” 149 (dawniej ul. Leszno 77) w której w getcie warszawskim mieszkała rodzina Okonowskich.

W getcie warszawskim Sewek Okonowski i cała jego rodzina mieszkali w kamienicy przy ul. Leszno 77. Wielką akcję deportacyjną z lata 1942 roku według zapisków Okonowskiego przeżyło 13 członków jego najbliższej rodziny. Okonowscy szykowali się do opuszczenia getta i ukrycia po aryjskiej stronie, ale realizację tych planów uniemożliwił im wybuch powstania w getcie warszawskim. W trakcie powstania Sewek Okonowski ukrywał się wraz z ludnością cywilną w jednym z bunkrów. Po trzech tygodniach został złapany i skierowany w jednym z transportów do obozu pracy. W trakcie transportu zbiegł i powrócił do Warszawy. Co najmniej do końca października 1943 roku ukrywał się w mieszkaniu, które rodzina Okonowskich przygotowywała jako kryjówkę jeszcze przed powstaniem w getcie. Okoliczności śmierci Sewka Okonowskiego pozostają nieznane. W trakcie holocaustu zginęli wszyscy jego bliscy, z którymi mieszkał w trakcie okupacji, w Warszawie. 
Między majem a październikiem 1943 roku, Okonowski spisał w języku polskim swoje okupacyjne wspomnienia. Fragmenty jego wspomnień  po raz pierwszy zostały opublikowane w Polsce, w magazynie Świt, w 1961 roku. W 2017 roku jego wspomnienia pt. Pegisza be-Samara. Jomano szel mistater Jehudi be-Warsza ukazały się w Izraelu, w języku hebrajskim, w opracowaniu Noama Rahmilevitsa, zaś w 2020 roku po raz pierwszy zostały opublikowane w całości, w języku polskim w ramach serii wydawniczej Biblioteka Świadectw Zagłady.
W 2023 został jednym z bohaterów prezentowanej w Muzeum Historii Żydów Polskich Polin, wystawy pt. „Wokół nas morze ognia. Losy żydowskich cywilów podczas powstania w getcie warszawskim”.